# Eugen Nicoară
Eugen Nicoară (n. 6 ianuarie 1893 la Ibănești, Mureș - d. 9 mai 1985 la Reghin) a fost un medic și ofițer român, care a deținut diverse funcții în domeniul sănătății.

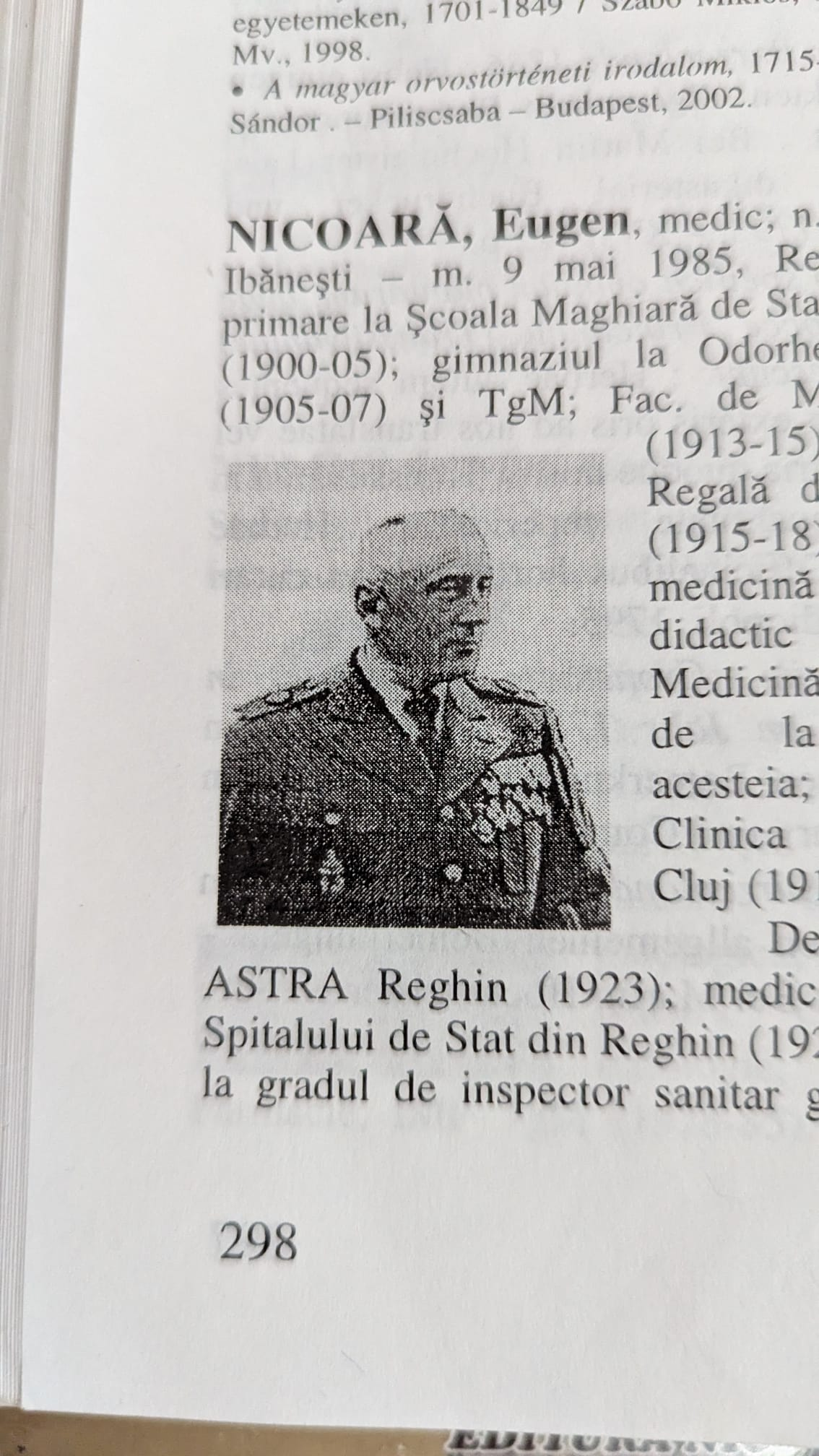
Photo pf Nicoară Eugen

## Biografie
A urmat studiile la Școala Maghiară de Stat din Gurghiu (1900-1905) și pe cele gimnaziale în Odorheiu Secuiesc și Târgu Mureș (1905-1907). Contiună cu studii superioare la Facultatea de Medicină din Cluj între anii 1913-1915 și Universitatea din Budapesta între 1915 și 1918, în urma cărora devine doctor în medicină.
Activează drept cadru didactic la Facultatea de Medicină din Cluj încă de la înființarea acesteia și ca preparator la Clinica de Chirurgie din Cluj (1919-1923). Își continuă activiatea ca președinte al Despărțământului ASTRA Reghin (1923), tot în același an activează ca medic primar și devine șeful Spitalului de Stat din Reghin unde rămâne pe perioada anilor 1923-1936, când este înaintat la gradul de Inspector Sanitar General. Doi ani mai târziu, în 1938 devine prefect al județului Mureș, doar ca în 1940 să fie demis și arestat din motive politice. În ianuarie 1941 este eliberat și se stabilește la Brașov unde conduce Spitalul „Gh. Mârzescu” (1942-1943), în același an este concentrat la Marele Stat Major al Armatei cu gradul de căpitan (1943-1944), iar în ultimii ani de război (1944-1945) este trimis la Spitalul din Orăștie. Se întoarce la Reghin unde își petrece ultimii ani de activitate și respectiv se pensionează în anul 1947.
Autor a numeroase cărți de popularizare a igienei colaborează cu reviste precum: Semănătorul, Gazeta Mureșului, Glasul Mureșului, Progres și cultură, Transilvania, Viața ilustrată și Astra Reghin. Cu sprijinul său moral și material s-au înălțat monumente închinate eroilor, troițe, școli generale și cămine culturale, construiește spitalul și Palatul Culturii din Reghin (1936-1939).
Pentru faptele sale primește numeroase ordine și declarații printre care: „Steaua României” în grad de ofițer (1929), Crucea „Meritul Sanitar” clasa I, „Meritul Cultural” și premiul „Năsturel Herescu” al Academiei (1934).

## Lucrări publicate
- Tuberculoza - Reghin: sn, sa - 73p.
- Acoolismul sau bolile venerice - Sl: sn, sa.
- Gripa - Sl: sn, sa.
- Cancerul - Sl: sn, sa.
- 10 porunci ale bunului creștin - Sl: sn, sa.
- Cartea sănătății. Tinerețe - Bătrânețe - Sl: sn, 1934.
- Lingoarea și dușmanii omului - Sl: sn, sa.
- Păstrarea sănății - Sl: sn, sa.
- Prietenii și dușmanii omului (microbii sau bacteriile, bacilii) - Cluj: sn, sa. - 13p